# Сквер Майи Плисецкой
Сквер Майи Плисецкой — сквер в Тверском районе Москвы между домами 12/1, строение 1 и 16, корпус 1 по улице Большая Дмитровка. Открыт 20 ноября 2015 года в память о русской балерине Майе Плисецкой.

## История участка
Сквер, названный именем выдающейся балерины Майи Плисецкой, находится на месте старинного особняка, снесённого частным инвестором в 2005 году. На месте здания была подготовлена строительная площадка, но после расторжения инвестиционного контракта командой нового мэра Москвы в начале 2010-х участок был заасфальтирован, а на месте здания был размещён общественный туалет. 

## Открытие сквера
В 2013 году в рамках московского фестиваля уличного искусства MOST бразильский художник Эдуардо Кобра по архивным фотографиям 1960-х годов изобразил на торце дома 16 по Большой Дмитровке портрет Плисецкой в образе Одетты, партию которой она исполняла в «Лебедином озере». Работа была приурочена к 88-летнему юбилею балерины и получила её высокую оценку.
В 2015 году после смерти Плисецкой представители театрального сообщества предложили присвоить её имя одному из многочисленных московских скверов. На заседании президиума московской мэрии 3 ноября 2015 года предложение получило поддержку, пустырь на Большой Дмитровке был благоустроен и 20 ноября был назван в честь балерины.
Вместе с открытием сквера на стене с граффити была установлена памятная бронзовая доска.

## Памятник Майе Плисецкой
В 2015 году Российское военно-историческое общество выступило с предложением за собственный счёт установить в сквере Майи Плисецкой памятник русскому балету, однако Комиссия по монументальному искусству Московской городской думы отказала обществу, сославшись на завещание балерины, которая просила не ставить памятников в её честь. Тем не менее, когда с аналогичной инициативой на следующий год выступил вдовец Плисецкой композитор Родион Щедрин, идею поддержали и Комиссия по монументальному искусству, и Департамент культурного наследия, и Комитет по архитектуре и градостроительству. Министерство культуры Российской Федерации организовало сбор внебюджетного финансирования для проекта, 20 миллионов рублей выделил благотворительный фонд «Искусство, наука и спорт» Алишера Усманова, также свой гонорар предоставил на изготовление памятника автор скульптуры Виктор Митрошин. 
Памятник Майе Плисецкой был открыт 20 ноября 2016 года под звуки «Кармен-сюиты», в торжественном мероприятии приняли участие вице-премьер Ольга Голодец, министр культуры Владимир Мединский, деятели культуры и многочисленные поклонники таланта балерины.

## Обустройство сада
В 2018 году в сквере прошло повторное благоустройство с созданием сада. Работы проходили в рамках фестиваля городского ландшафтного дизайна и конкурса «Цветочный джем». Сад стал специальным проектом председателя жюри конкурса, ландшафтного дизайнера Джеймса Бассона (годом ранее он был объявлен победителем Chelsea Flower Show в Лондоне). 
Сад «Кармен» вдохновлен творчеством Майи Плисецкой и ее партией в балете «Кармен-сюита». Особенностью ландшафтного дизайна стали металлические конструкции в виде линий разного рисунка и формы. Эти элементы должны создавать иллюзию танца и движения. Яркая цветовая гамма сада отражает накал страстей, который переживают герои произведения.
Проект Джеймса Бассона был представлен на конкурс 9-й Российской национальной премии по ландшафтной архитектуре и был отмечен в категории «Лучший реализованный выставочный сад».